# 屯門泳池站
屯門泳池站（英語：Tuen Mun Swimming Pool Stop）是香港輕鐵的車站之一，代號250，屬單程車票第1收費區，共有2個月台，共有3條輕鐵路綫途經此站。車站處於海皇路、海榮路交界，在屯門泳池東南面，但其實與屯門泳池有一段距離。
本站是輕鐵第二期新車站之一，於1991年11月啟用。

## 車站結構

### 車站樓層
| 地面              | 出口 | 海皇路 |   |  |
| 地面              | 月台 | \| 側式 · 開左邊车门 \| \| \| \| \| \| \| \| 輕鐵507綫往田景（豐景園） 輕鐵614綫往元朗（豐景園） 輕鐵614P綫往兆康（豐景園） \| 1 \| \| \| \| 2 \| 輕鐵507綫往屯門碼頭（兆禧） 輕鐵614綫往屯門碼頭（兆禧） 輕鐵614P綫往屯門碼頭（兆禧） \| \| \| \| 側式 · 開左邊车门 \| \| \| \| \| |   |  |
| 地面              | 出口 | 屯門中央廣場、南浪海灣、御海灣 |   |  |
| 側式 · 開左邊车门 |      | |   |  |
|                   |      | 輕鐵507綫往田景（豐景園） 輕鐵614綫往元朗（豐景園） 輕鐵614P綫往兆康（豐景園） | 1 |  |
|                   | 2    | 輕鐵507綫往屯門碼頭（兆禧） 輕鐵614綫往屯門碼頭（兆禧） 輕鐵614P綫往屯門碼頭（兆禧） |   |  |
| 側式 · 開左邊车门 |      | |   |  |

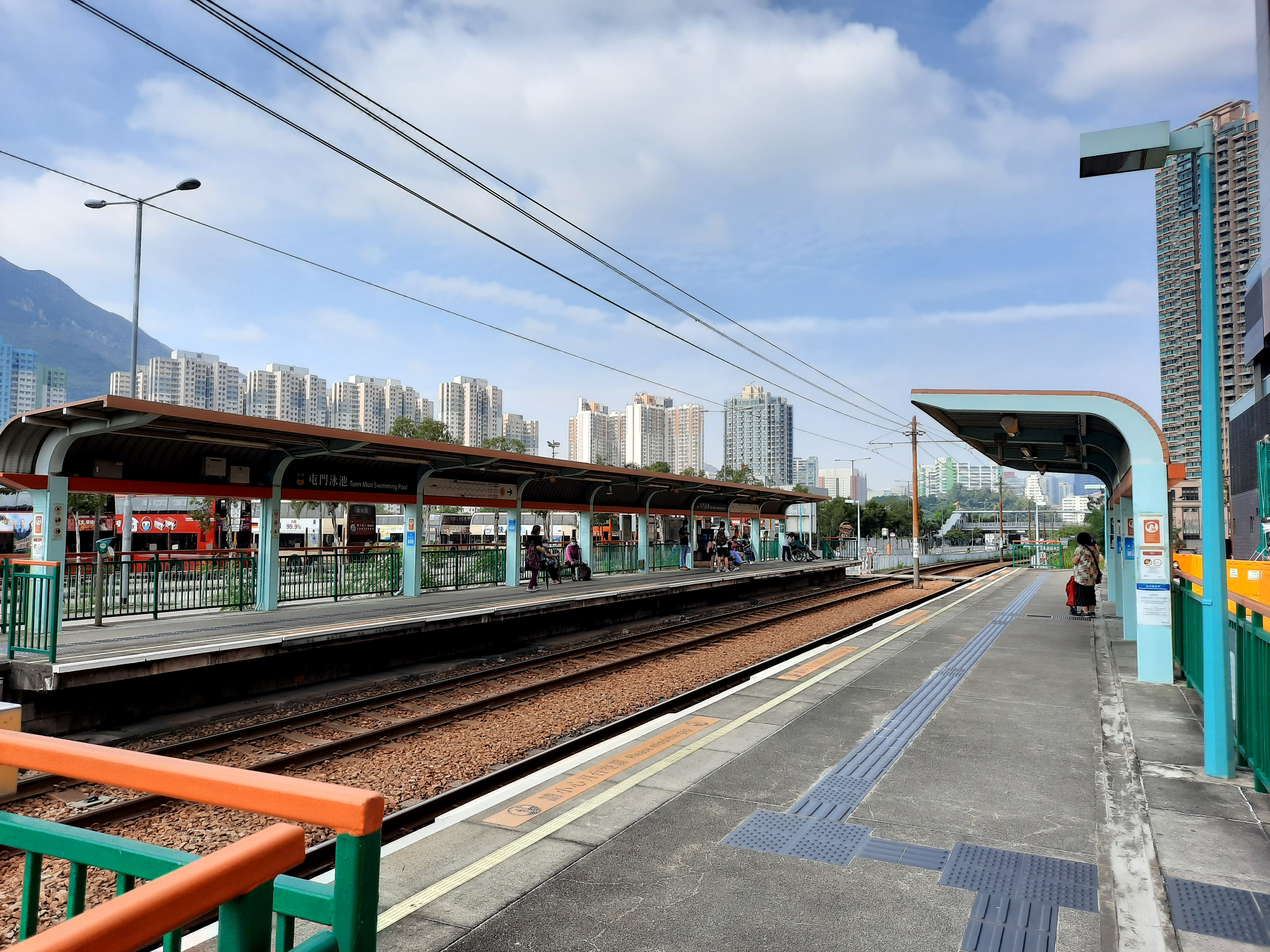
屯門泳池站月台（2020年10月）
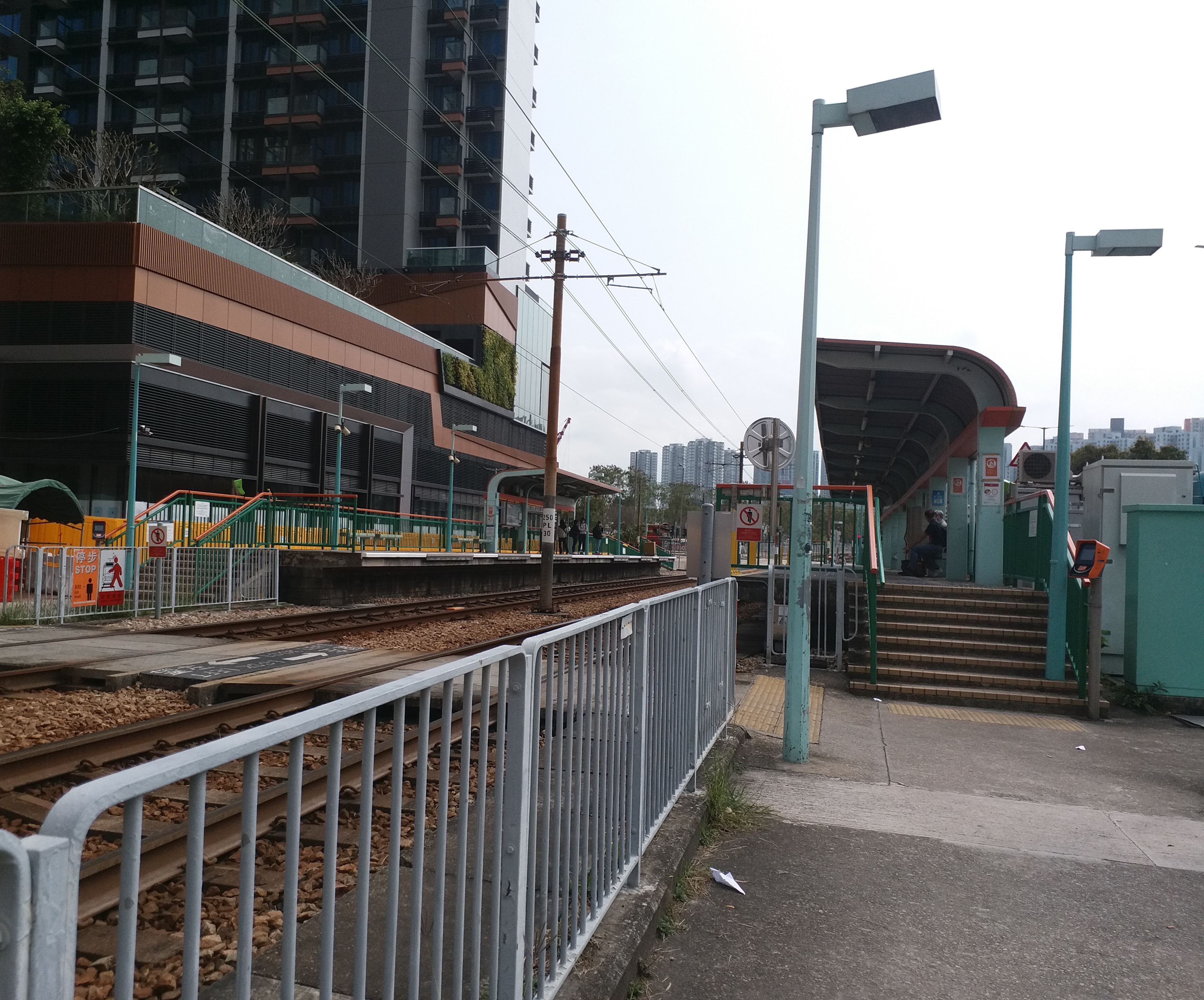
屯門泳池站北面（2021年3月）

### 車站周邊
- 南浪海灣
- 海典軒
- 屯門避風塘
- 九巴屯門南車廠
- 城巴屯門車廠
- 御海灣
- 香港建造學院屯門訓練場
- 屯門中央廣場
- 兆翠苑

## 軼聞
此站雖名為「屯門泳池」，但實際上屯門泳池是位於此站及豐景園站之間，由大部分地區前往屯門泳池，在豐景園站下車會較省時。

## 相關事件

### 沉降問題
2018年7月中，受新鴻基地產樓盤工程影響，輕鐵屯門泳池站2號月台附近地盤的橋躉錄得逾60毫米長沉降，而月台路軌有大量藍色標記，但附近樓盤工程未有停工。南浪海灣業主立案法團主席劉鎮江和屯門區議會兆翠選區時任區議員葉文斌發現逾20多位港鐵職員於月台用尺量度月台附近地方，並向港鐵查詢情況，但職員未有回應。港鐵到8月1日證實事件。居民表示憂慮，批評港鐵以擠牙膏式回應對市民是「不負責任」。

### 遭示威者破壞
2019年9月7日深夜，港鐵職員巡查時發現兩名青年毀壞輕鐵站設施，又用噴漆塗污輕鐵站的閉路電視鏡頭，於是尾隨兩人並報警。兩名分別17歲和15歲男生早前承認3項刑事損壞罪，案件在2019年12月3日在屯門法院判刑，被判進入更生中心，被告另須各自向港鐵賠償約14萬港元。

## 資料來源
1. ↑  陳晶琦. . 香港01. 2018-08-01  [2018-08-02]. （原始内容存档于2018-08-02）.
2. ↑  . 明報. 2019-12-13  [2020-10-17]. （原始内容存档于2020-10-19）.

## 外部連結
- 港鐵公司 - 輕鐵街道圖 （页面存档备份，存于）
- 港鐵公司 - 輕鐵行車時間表 （页面存档备份，存于）